# Holešov
Holešov (deutsch: Holleschau, älter auch Holeshof) ist eine Stadt in Tschechien. Sie liegt 13 Kilometer nordwestlich von Zlín an der Rusava und gehört zum Okres Kroměříž.

## Geographie

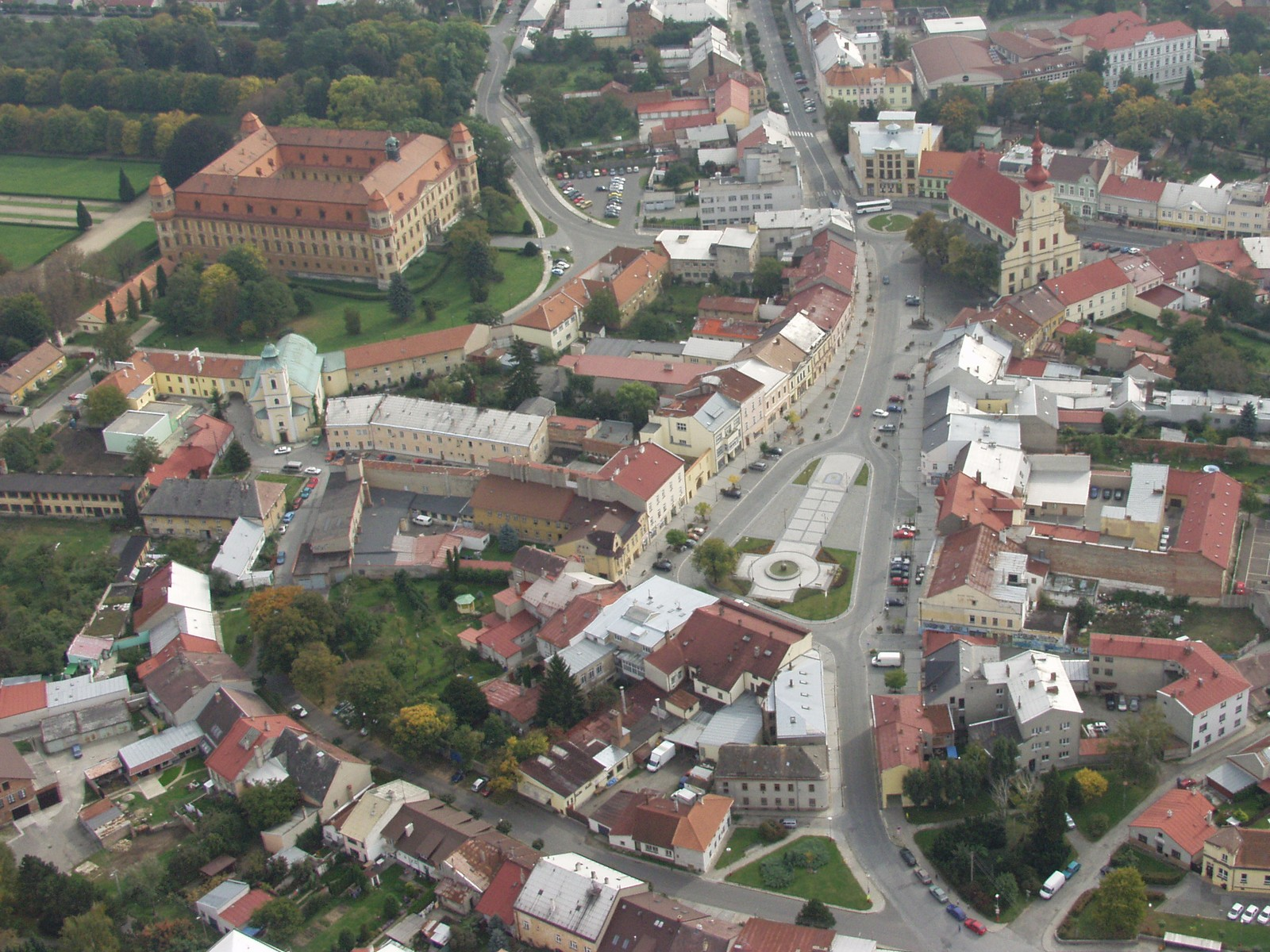
Holešov

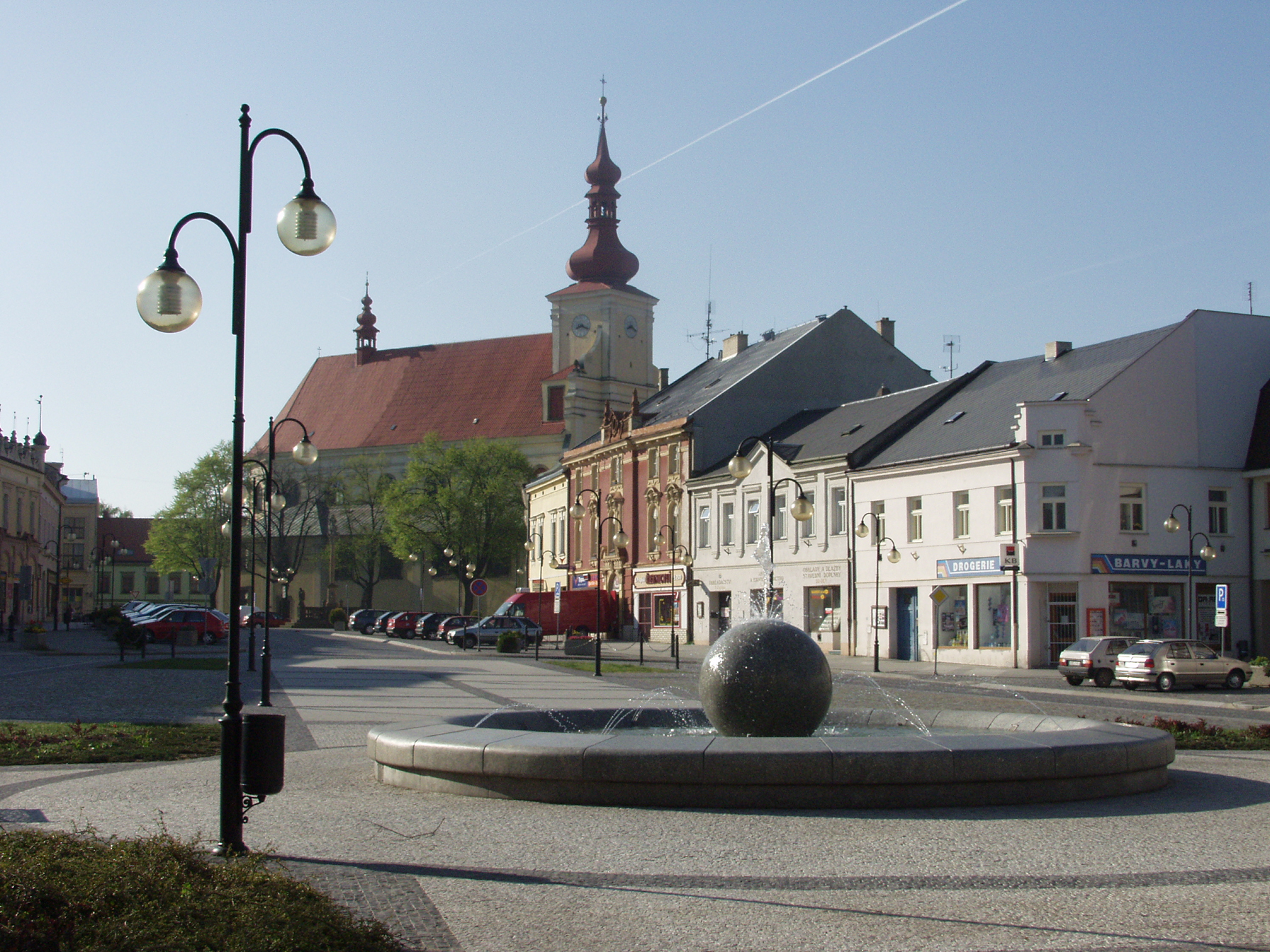
Hauptplatz von Holešov

Die Stadt befindet sich westlich der Hosteiner Berge in der Hanna am Übergang zur Mährischen Walachei. Südlich von Holešov soll auf dem ehemaligen Flugplatz ein Industriegebiet entstehen.
Nachbarorte sind Roštění, Bořenovice und Tučapy im Norden, Dobrotice, Žopy und Přílepy im Osten, Martinice und Zahnašovice im Süden, Ludslavice im Südwesten, Alexovice, Třebětice und Količín im Westen sowie Rymice im Nordwesten.

## Klima
|                        | Jan   | Feb   | Mär   | Apr  | Mai  | Jun  | Jul  | Aug  | Sep  | Okt  | Nov   | Dez   |   |       |
| Mittl. Temperatur (°C) | −1,2  | 0,5   | 4,5   | 9,8  | 14,2 | 17,8 | 19,7 | 19,7 | 14,9 | 9,8  | 4,9   | 0,1   | ⌀ | 9,6   |
| Mittl. Tagesmax. (°C)  | 1,4   | 3,9   | 8,9   | 15,5 | 19,9 | 23,6 | 25,9 | 25,8 | 20,0 | 14,0 | 7,7   | 2,3   | ⌀ | 14,1  |
| Rekordmaximum (°C)     | 15,6  | 17,5  | 23,6  | 29,3 | 32,3 | 33,8 | 36,3 | 36,9 | 31,3 | 26,0 | 21,7  | 15,4  | ᐃ | 36,9  |
| Mittl. Tagesmin. (°C)  | −3,6  | −2,8  | 0,3   | 4,1  | 8,7  | 12,1 | 13,7 | 13,6 | 10,0 | 5,9  | 2,3   | −2,0  | ⌀ | 5,2   |
| Rekordminimum (°C)     | −29,4 | −26,2 | −19,7 | −8,8 | −3,0 | 0,0  | 3,7  | 3,7  | −0,8 | −7,6 | −16,9 | −22,8 | ᐁ | −29,4 |
|                        |       |       |       |      |      |      |      |      |      |      |       |       |   |       |
| Niederschlag (mm)      | 29,4  | 30,6  | 36,4  | 37,1 | 73,1 | 76,3 | 78,9 | 67,2 | 67,6 | 46,8 | 39,7  | 35,4  | Σ | 618,5 |
|                        |       |       |       |      |      |      |      |      |      |      |       |       |   |       |
| Regentage (d)          | 7,7   | 7,1   | 8,3   | 7,4  | 9,8  | 9,3  | 9,4  | 8,0  | 8,5  | 8,0  | 8,0   | 7,9   | Σ | 99,4  |

| −3,6 |

| −2,8 |

| 0,3 |

| 4,1 |

| 8,7 |

| 12,1 |

| 13,7 |

| 13,6 |

| 10,0 |

| 5,9 |

| 2,3 |

| −2,0 |

| −3,6 |

| −2,8 |

| 0,3 |

| 4,1 |

| 8,7 |

| 12,1 |

| 13,7 |

| 13,6 |

| 10,0 |

| 5,9 |

| 2,3 |

| −2,0 |

| N i e d e r s c h l a g | 29,4 | 30,6 | 36,4 | 37,1 | 73,1 | 76,3 | 78,9 | 67,2 | 67,6 | 46,8 | 39,7 | 35,4 |
|                         | Jan  | Feb  | Mär  | Apr  | Mai  | Jun  | Jul  | Aug  | Sep  | Okt  | Nov  | Dez  |

## Geschichte
Die erste schriftliche Erwähnung des an der Bernsteinstraße gelegenen Ortes Golessouici erfolgte in einer Besitzurkunde des Olmützer Bischofs Heinrich Zdik. Seit 1322 wurde Holešov als Städtchen bezeichnet. In der Mitte des 14. Jahrhunderts belehnte das Bistum Olmütz Matouš von Sternberg auf Lukov mit dem Gut Holešov. Nach Matouš Tod wurden die Lukover Güter und das Lehn Holešov 1373 als eine Erbschaft gemeinschaftlicher Besitz der beiden Söhne Zdeněk und Jan Ješek. Infolge von Streitigkeiten zwischen beiden Familienzweigen erfolgte 1446 die Trennung der Herrschaften Lukov und Holešov, wobei Jan Ješek von Sternberg Holešov erhielt. 
Seit 1391 ist die Existenz von Juden in Holešov belegt. Die Vertreibung der Juden aus den Königsstädten durch Ladislaus Postumus führte 1454 zu einem starken Zuzug jüdischer Bevölkerung nach Holešov, wo ein Ghetto entstand. Seit 1558 ist in Holešov eine Weberinnung nachweislich. Die jüdische Gemeinde war eine der Größten in Mähren und 1560 entstand nach dem Brand der alten eine neue, die Šach-Synagoge.
Im 16. Jahrhundert hatte sich Holešov zu einem Zentrum der Böhmischen Brüder entwickelt, deren Synoden 1573 und 1577 hier stattfanden. 1588 wurde Karl der Ältere von Zerotein Besitzer von Holešov und zu Beginn des 17. Jahrhunderts folgten die Popel von Lobkowitz, die die Jesuiten mit der Gegenreformation beauftragten. Ladislav Popel von Lobkowicz berief 1616 Jan Sarkander zum Seelsorger. Während des Dreißigjährigen Krieges wurde Sarkander von Protestanten des Landesverrats beschuldigt und verstarb im Olmützer Gefängnis. 1623 verwüsteten ungarische Truppen die Stadt und 1643 waren es die Schweden. 1644 führte der Walachische Aufstand zu Verwüstungen. Ein Jahr später dezimierte eine Pestepidemie die Bevölkerung. 1650 erwarb Johann von Rottal die Herrschaft. Franz Anton von Rottal gründete anlässlich der Wiederherstellung der Annenkirche ein Trinitarierkloster.
Unter den Grafen von Rottal erfolgte der Bau des Barockschlosses mit Schlosstheater und Schlosskapelle und die Stadt blühte zu einem kulturellen Zentrum Mährens auf. Ihre Nachfolger waren die Grafen von Würben. 1782 wurde das Kloster aufgehoben. Nach der Schlacht bei Austerlitz wurde 1805 in Holleschau ein Lazarett errichtet.
Nach der Ablösung der Patrimonialherrschaften wurde Holleschau 1848 zur selbstständigen Stadt. Im selben Jahr erreichte die jüdische Gemeinde mit 1694 Mitgliedern ihre größte Stärke. 1854 hatte Holleschau 5414 Einwohner. In den Jahren 1774, 1850, 1899 und 1918 fanden Pogrome gegen Juden in der Stadt statt. 1893 entstand die Neue Synagoge, die 1941 durch die Nationalsozialisten angezündet wurde.

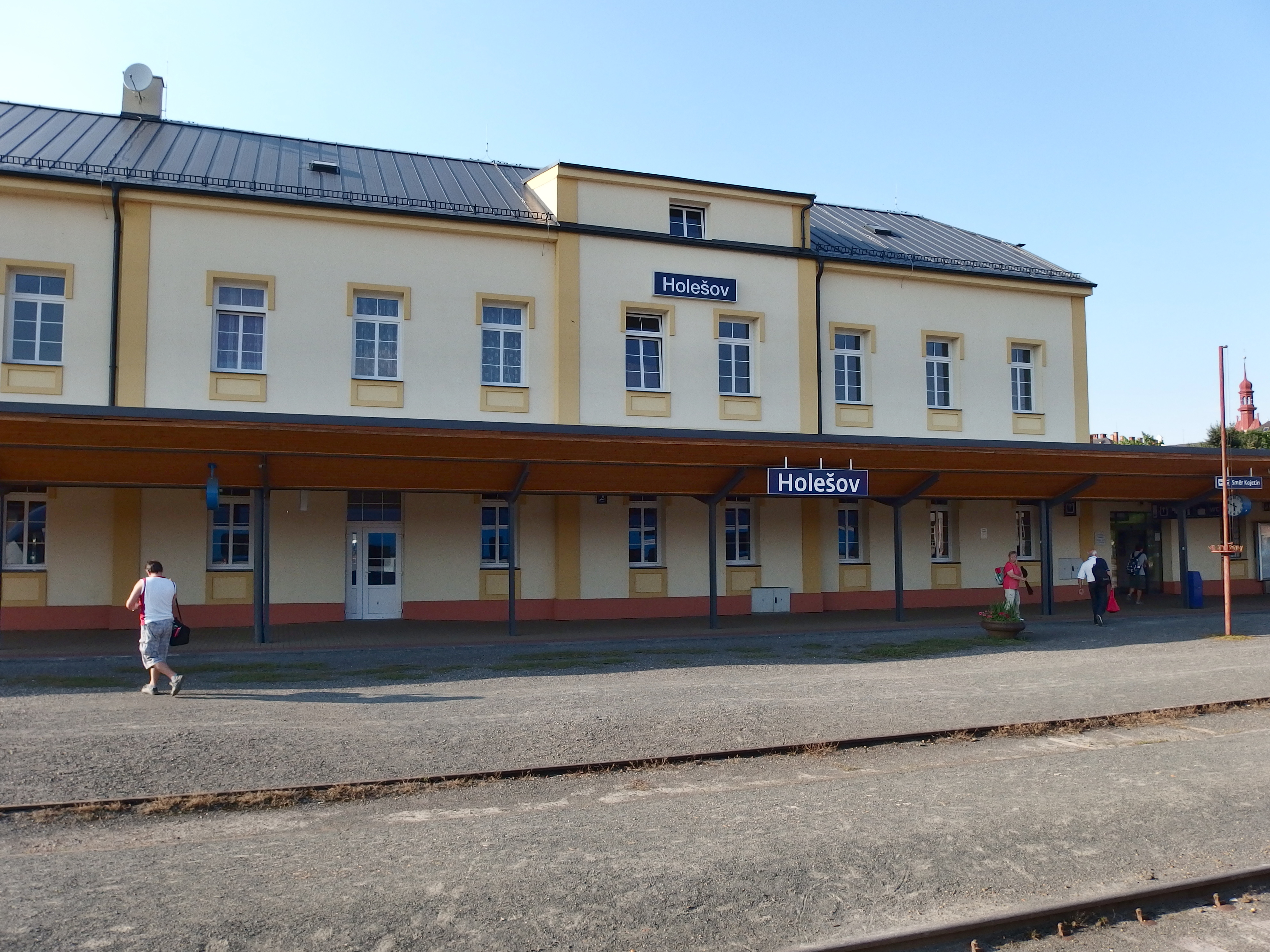
Bahnhof Holešov

1930 lebten in Holleschau 6738 Menschen, darunter waren 62 Deutsche. Nach der deutschen Besatzung wurde Holleschau von 1939 bis 1945 Teil des Protektorates Böhmen und Mähren. In der Stadt organisierte sich eine Widerstandsbewegung gegen die Besatzer. Die aus 287 Mitgliedern bestehende jüdische Gemeinde wurde im Holocaust fast vollständig ausgelöscht, nach dem Ende des Zweiten Weltkrieges kehrten lediglich 14 Juden nach Holešov zurück. Nach dem 2004 gefassten Beschluss zur Schließung des Flugplatzes Holešov und Errichtung eines 360 ha großen Industriegebietes wurde das Projekt im Jahr darauf durch die Regierung in die Liste nationaler Strategieprojekte aufgenommen. Im März 2009 stellte der Flugplatz den Betrieb ein und nach Fertigstellung der Infrastruktur wurde 2010 der erste Investor bekanntgeben.
Heute ist in der Stadt vor allem holzverarbeitende Industrie ansässig. Traditionell ist die Möbelherstellung in Holešov. Daneben existiert die Schokoladenfabrik Sfinx, die zur Nestlé-Gruppe gehört. Das Maschinenbauunternehmen MOPAS hat sich auf die Instandsetzung von Tatra-Straßenbahnen spezialisiert. In der Stadt befinden sich die Polizeiakademie und die Mittlere Polizeischule der Tschechischen Republik. Holešov ist Zentrum der Mikroregion Holešovsko.

## Ortsgliederung
Die Stadt Holešov besteht aus den Ortsteilen Dobrotice (Dobrotitz), Holešov (Holleschau), Količín (Kolitschin), Tučapy (Tutschap) und Žopy (Schop) sowie den Ortslagen Plačkov (Platzkow) und Všetuly (Wschetul).

## Sehenswürdigkeiten
- Schloss Holešov, Barockschloss mit französischem Park und Kanälen, erbaut zwischen 1651 und 1717.
- Stadtmuseum und František Růžička-Galerie
- Šach-Synagoge mit Ausstellung über die jüdische Geschichte in Mähren, 1560 anstelle eines abgebrannten Vorgängerbaus errichtet
- Jüdischer Friedhof mit Grab des jüdischen Gelehrten Sabbatai ben Meir ha-Kohen, gen. Schach (1621–1662) und der Trauerhalle.
- Pfarrkirche Mariä Himmelfahrt, erbaut im 14. Jahrhundert und von 1694 bis 1708 nach Plänen von Filiberto Lucchese umgestaltet, 1748 erfolgte der Anbau der Schwarzen Kapelle als Grablege für Franz Anton von Rottal
- Kirche der hl. Anna, Barockbau aus dem Jahre 1750
- Kapelle zum Heiligen Kreuz auf dem Friedhof, erbaut 1662 durch Filiberto Lucchese
- Jüdisches Viertel
- Pestsäule auf dem Markt
- Amerikanischer Park, mit zwischen 1900 und 1905 angelegter Grabstätte für 1000 Verwundete der Schlacht bei Austerlitz, die nach 1805 im Lazarett Holleschau verstarben

Sehenswürdigkeiten
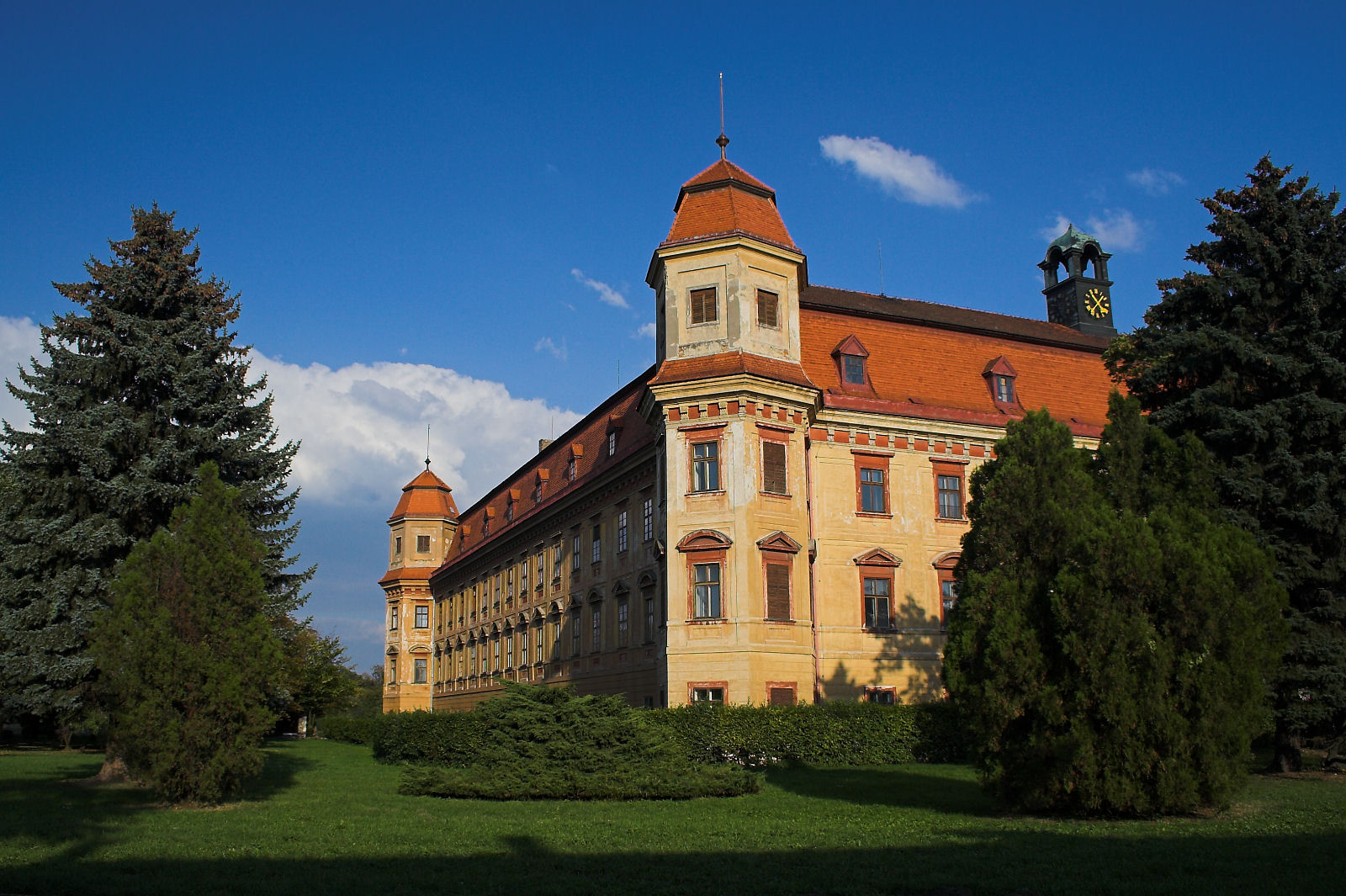
Schloss Holešov
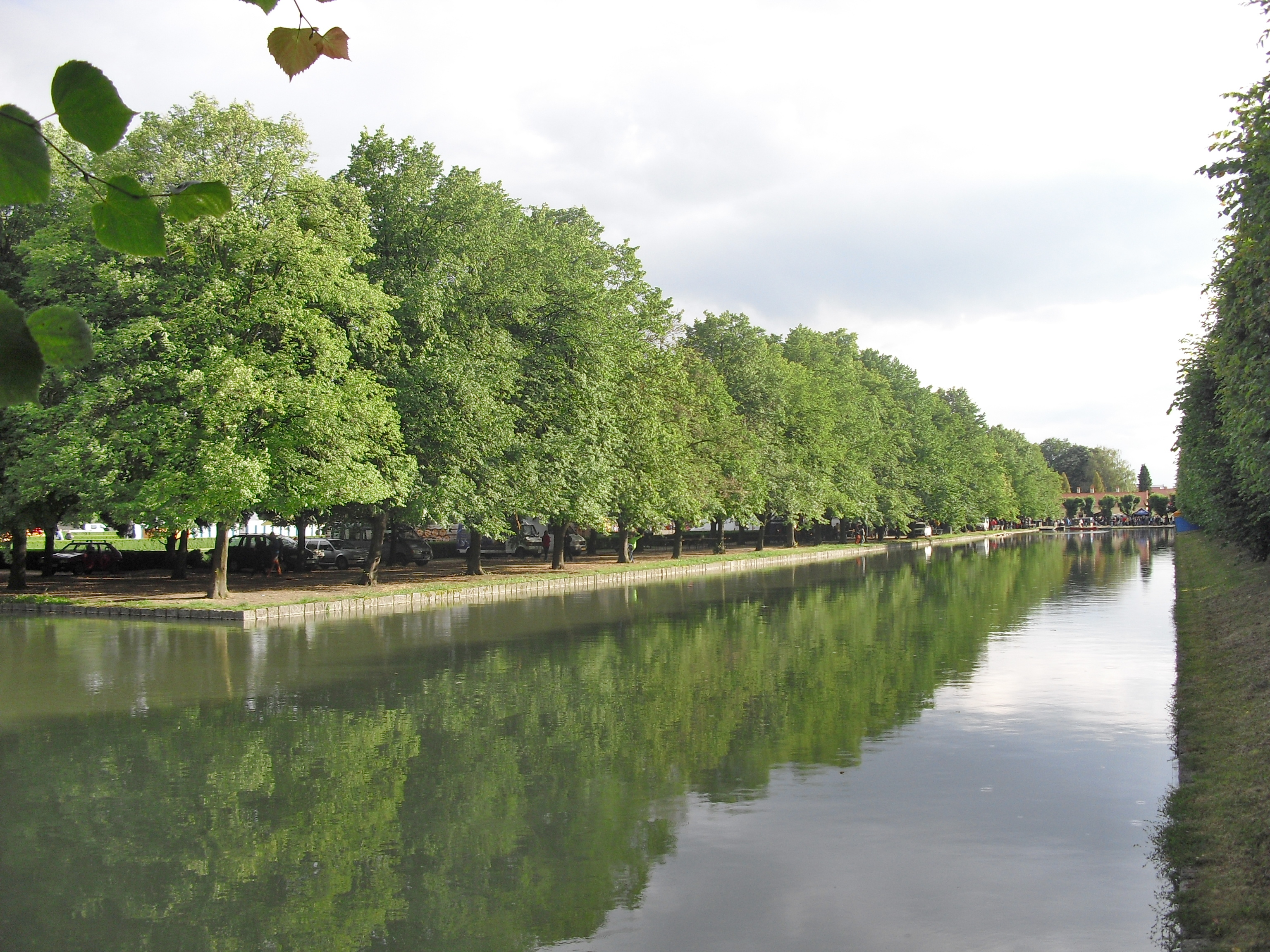
Schlosspark
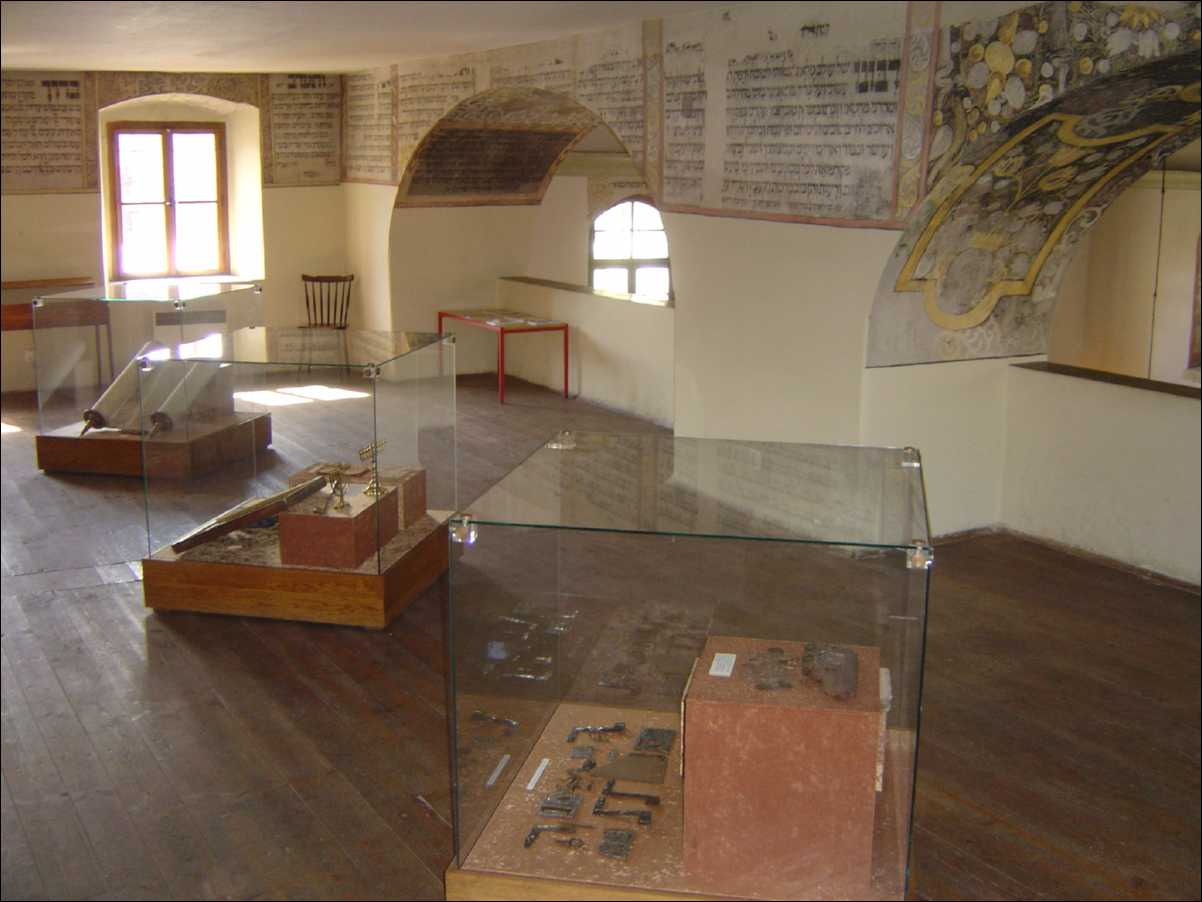
Ausstellung in der Šach-Synagoge
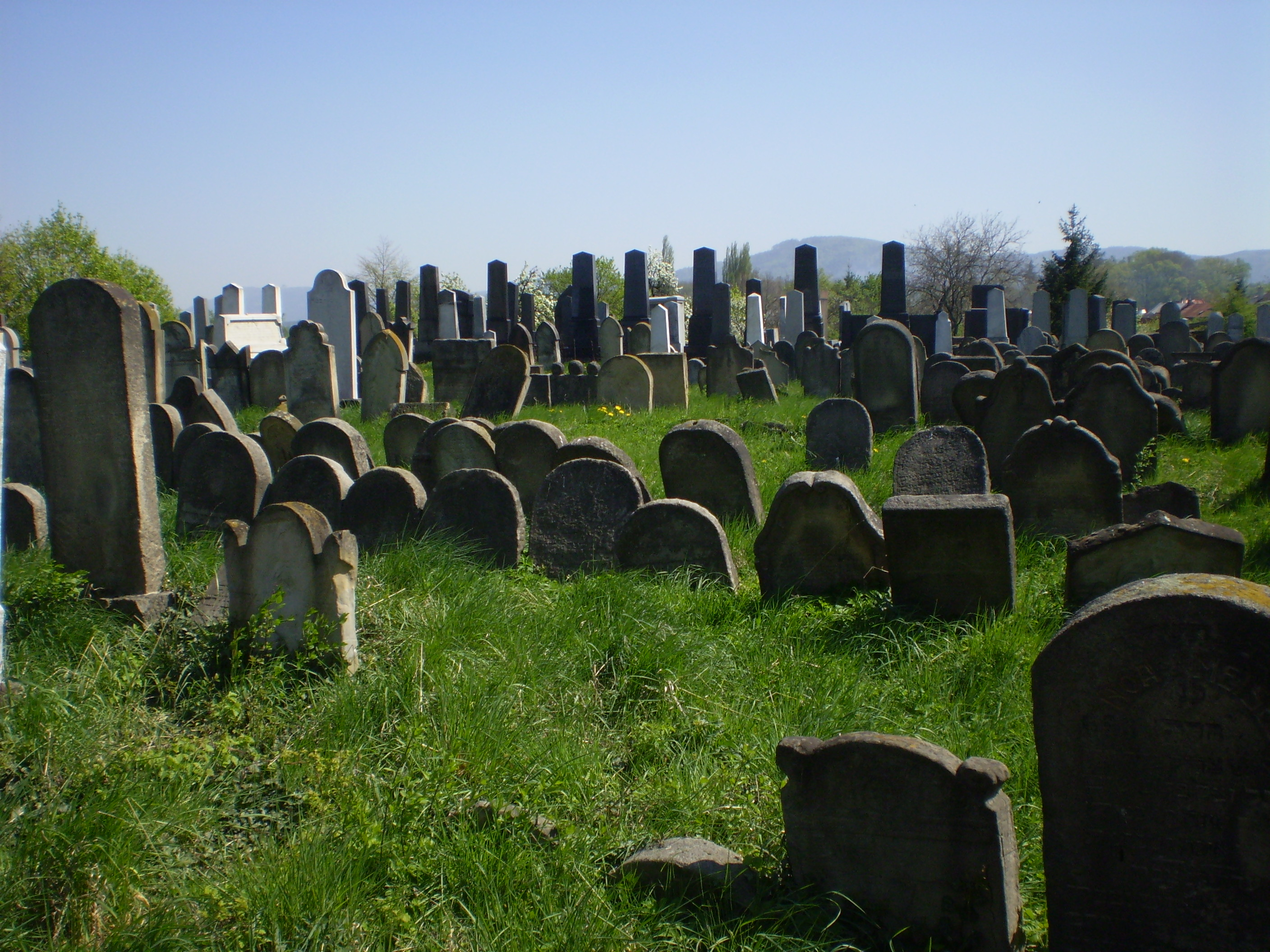
Jüdischer Friedhof in Holešov

## Städtepartnerschaften
- Turčianske Teplice, Slowakei
- Pszczyna, Polen
- Desinić, Kroatien

## Söhne und Töchter der Stadt
- Franz Xaver Richter (1709–1789), Komponist
- Jan Alois Hanke (1751–1806), mährischer Aufklärer und Humanist
- Raphael Georg Kiesewetter (1773–1850), Musiker
- Anton Ortner (1776–1862), Architekt
- Gerson Wolf (1823–1892), Historiker
- Arnold Eisler (1879–1947), österreichischer Politiker
- Vladimír Groh (1895–1941), tschechischer klassischer Philologe und Historiker.
- Jaroslav Böhm (1901–1962), Archäologe